# نسبت کنتراست

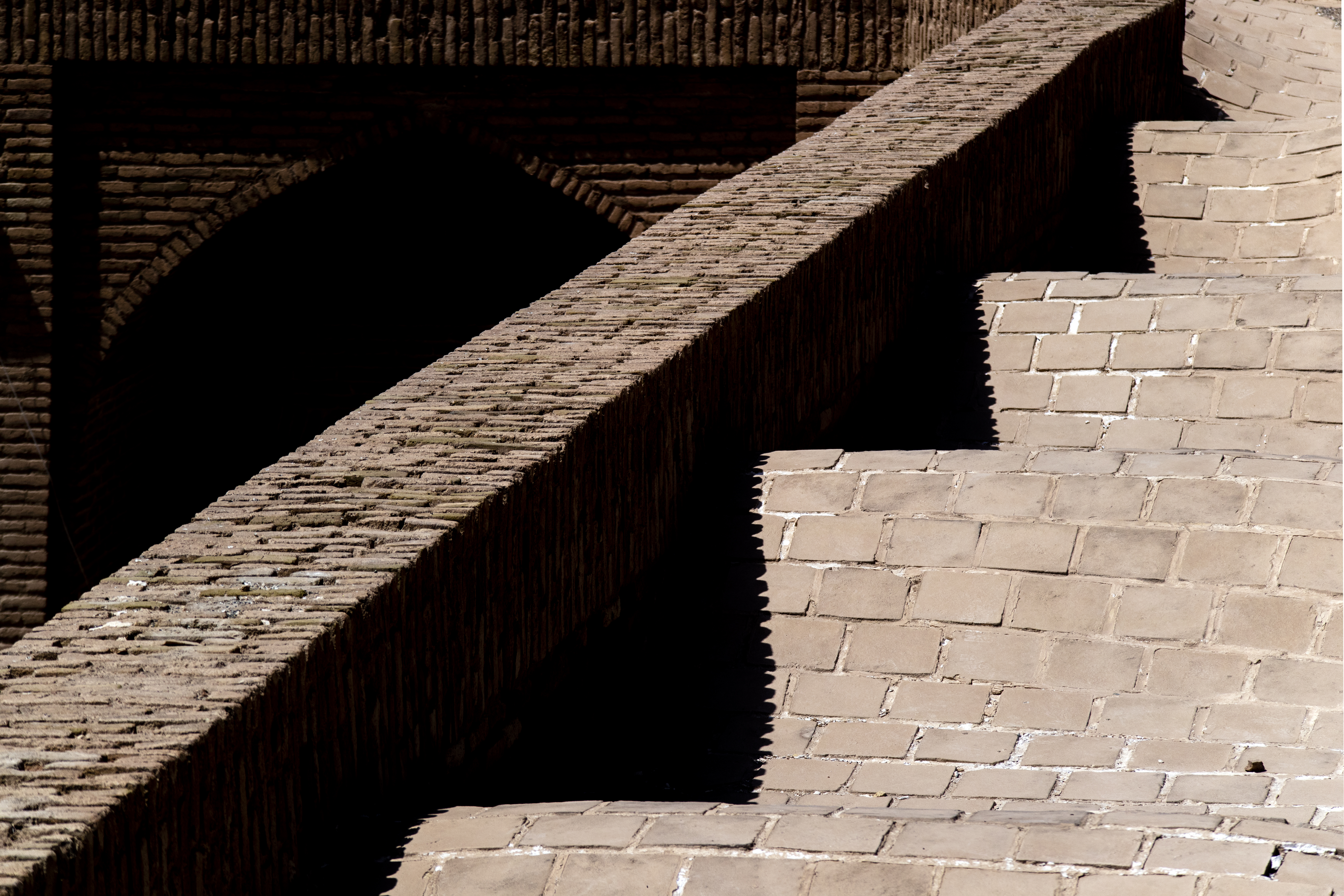
کنتراست شدید آفتاب ظهر تابستان و سایه های تند لبه های آجر چینی یک بنای تاریخی.

نسبت کنتراست یا (به انگلیسی: Contrast Ratio) یکی از مشخصات صفحه نمایش است که به صورت نسبت روشنایی درخشان‌ترین رنگ (سفید) به روشنایی تاریک‌ترین رنگ (سیاه) قابل تولید به وسیله صفحه نمایش تعریف می‌شود. در صفحه‌های نمایش هر چه نسبت کنتراست بالاتر باشد مطلوب‌تر است.
این مقدار نسبت بیشترین میزان روشنایی رنگ سفید به کمترین میزان روشنایی رنگ سیاه کامل را نشان می‌دهد. این مقدار در لابراتواری که کاملاً تاریکی مطلق در آن وجود دارد اندازه‌گیری می‌شود. عدد مذکور وقتی بسیار مهم می‌شود که شما در یک محل کم نور به دیدن تصویر صفحه نمایش بپردازید. اگر محل استفاده شما در روشنایی باشد (مانند موبایل یا تلویزیون در یک اتاق روشن)، این عدد کمتر اهمیت پیدا می‌کند. این عدد برای موبایل حداقل ۵۰۰ و برای صفحه نمایش LCD ( یا LED) بیش از ۱۵۰۰ باید باشد. برای پلاسما تا ۴۰۰۰ هم قابل دسترسی است و برای دستیابی به کنتراست‌های بالاتری باید منتظر رسیدن OLED با ۲۰۰۰۰ به بازار صفحه نمایش بود.